# バ・ヌダウ
バ・ヌダウ（フランス語: Bah Ndaw、1950年8月23日 - ）は、マリ共和国の軍人。最終階級は大佐。2020年のクーデターの後に移行政府の大統領を務めた。N'Daw、N'Dah、N'Daouとも綴る。

## 経歴
1950年8月23日、フランス領スーダンのセグー州サン生まれ。1973年に軍隊に入隊し、1976年からクリコロにある陸軍士官学校隊内選抜科(EMIA)にて基礎訓練を受け、空軍を選択。ソビエト連邦にて訓練を受け、ヘリコプターの操縦を学んだ。1978年、EMIAを卒業。軍では空軍参謀長を務めた。このほか、軍事クーデターによって政権を掌握したムーサ・トラオレ大統領の補佐官も務めている。
2014年に国防大臣に就任、1年間務め退任。
2020年8月18日にアシミ・ゴイタが軍事クーデターを引き起こし、イブラヒム・ブバカール・ケイタ大統領が退陣。新たな統治機構としてマリ国民救済委員会が樹立され、その委員長に就任し首班格となったゴイタは9月21日、文民政権が発足するまで設置される18カ月限定の移行政権の大統領にバ・ヌダウを指名した。9月25日に移行政権発足。旧ゴイタ政権に対する反対勢力連合『M5-RFP』はバ・ヌダウ支持を表明している。
2021年5月24日に内閣改造を行い、軍のメンバー2人を交代させたが、その数時間後に軍によりモクタール・ウアンヌ暫定首相らと共に拘束された。翌25日、ゴイタはヌダウとウアンヌの追放を発表し、権限を掌握した。ゴイタは追放の理由について、自身に内閣改造に関する相談がなかったためとしている。ヌダウは26日にウアンヌと共にゴイタに辞任を表明し、27日に軍から身柄の解放が発表され、8月27日には自宅軟禁からも解放された。

## 人物
身長が1m95cmと高身長であることから、ル・グラン(le Grand、フランス語で大きいものを指す)と呼ばれている。

## 註釈
1. ↑  2021年5月24日に逮捕され、政権は事実上崩壊。